# Urgull
Der Urgull ist ein Berg in der Stadt San Sebastián im spanischen Baskenland. Er ist größtenteils bewaldet und bildet den Abschluss einer Landzunge zwischen der Bucht La Concha im Westen und der Mündung des Flusses Urumea im Osten. Im Norden fällt er unmittelbar in den Golf von Biskaya ab, an seinen Südhang schließen sich Hafen und Altstadt an. Durch seine Lage und die auf seinem Gipfel errichtete 12,5 Meter hohe Christus-Statue dominiert er das Stadtbild.
Aufgrund seiner strategischen Bedeutung wurde auf dem Berg bereits im 12. Jahrhundert eine Burg errichtet, die mehrfach zerstört und wieder aufgebaut und den militärischen Erfordernissen angepasst wurde. Sie ist heute unter dem Namen Castillo de la Mota bekannt. 1924 wurde für die 1813 während der Napoleonischen Kriege im Kampf um die Festung gefallenen britischen Soldaten ein Soldatenfriedhof am Nordhang des Bergs eingeweiht. Inzwischen ist der Urgull ein beliebtes Ausflugsziel.

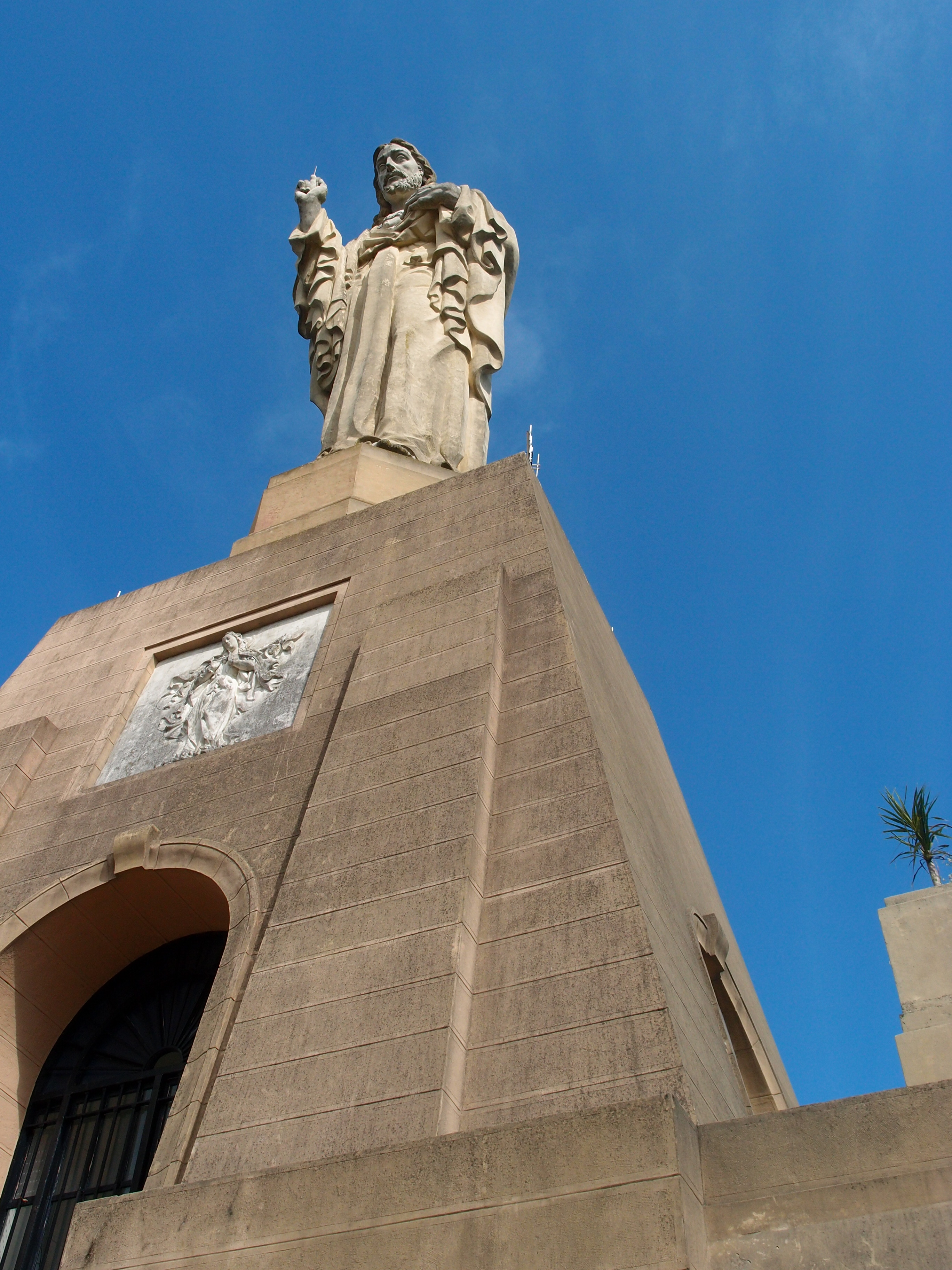
Kapelle mit aufgesetzter Jesus-Statue
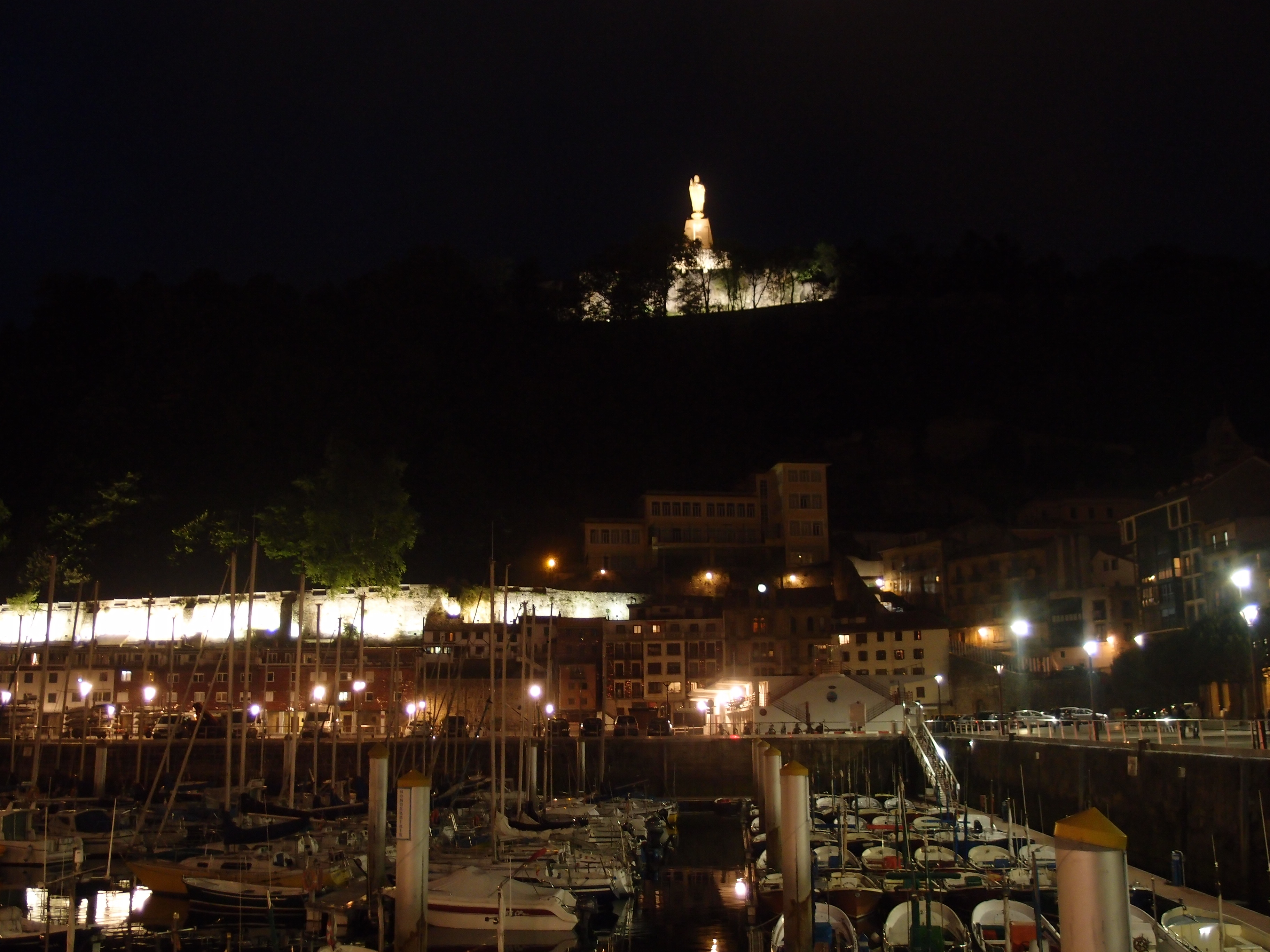
Hafenviertel und Mont Urgull bei Nacht
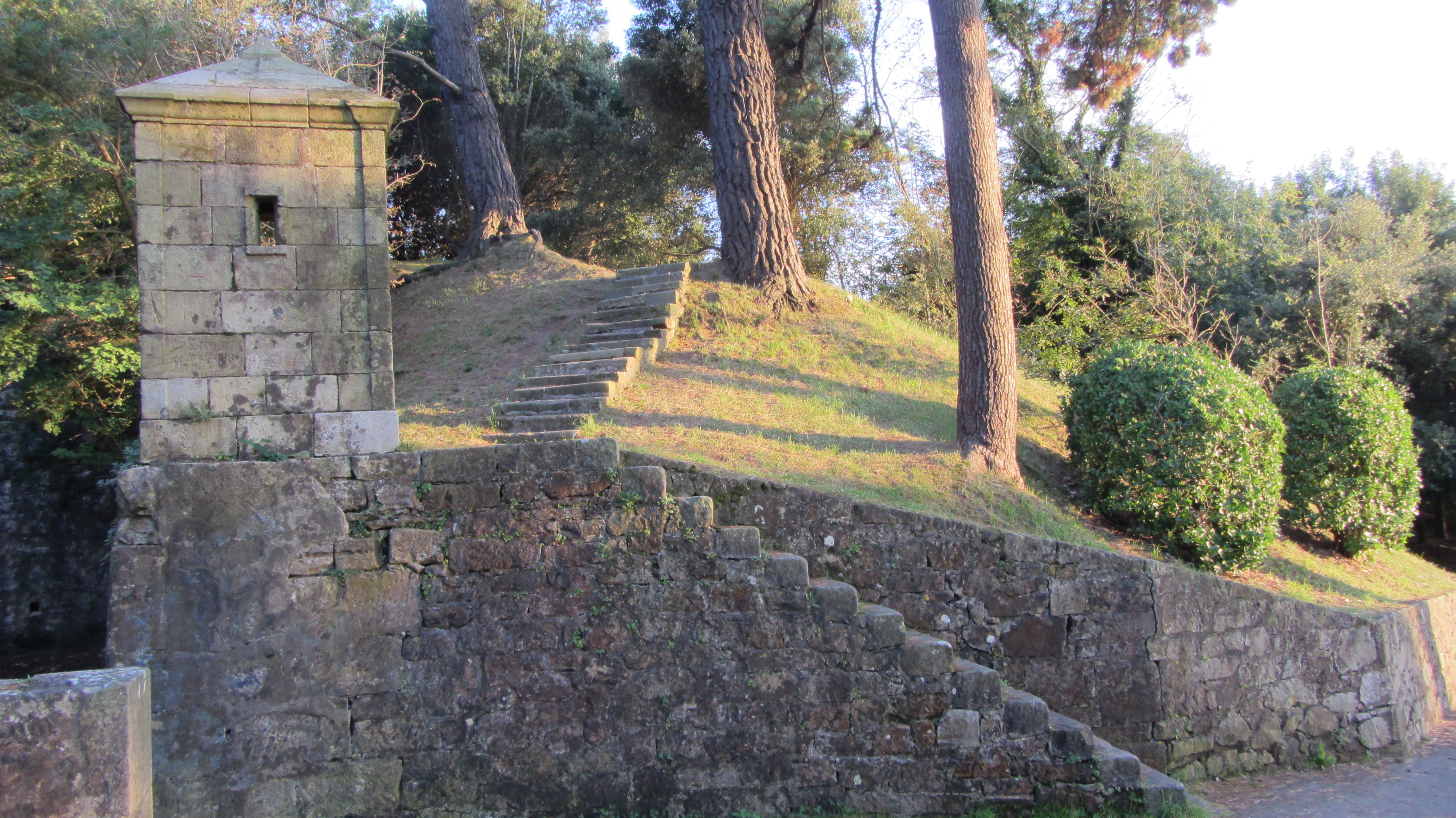
Treppe zum Castillo de la Mota